# 米格尔图拉
米格尔图拉，是西班牙卡斯蒂利亚-拉曼恰雷阿尔城省的一个市镇。 总面积118平方公里，总人口10516人（2001年），人口密度89人/平方公里。